# Vue de remerciements au public
Pour plus de détails, voir Fiche technique et Distribution.
Vue de remerciements au public est un film de Georges Méliès sorti en 1900 au début du cinéma muet.